# Dordi
Dordi (en népalais : दोर्दीी) est une municipalité rurale du Népal située dans le district de Lamjung. Au recensement de 2011, elle comptait 18 392 habitants.
Elle regroupe les anciens comités de développement villageois de Faleni, Dhodeni, Pachok, Nauthar, Sri Bhanjyang, Archalbot, Bharle, Bansar et Hiletaksar.